# Lansdowne Road

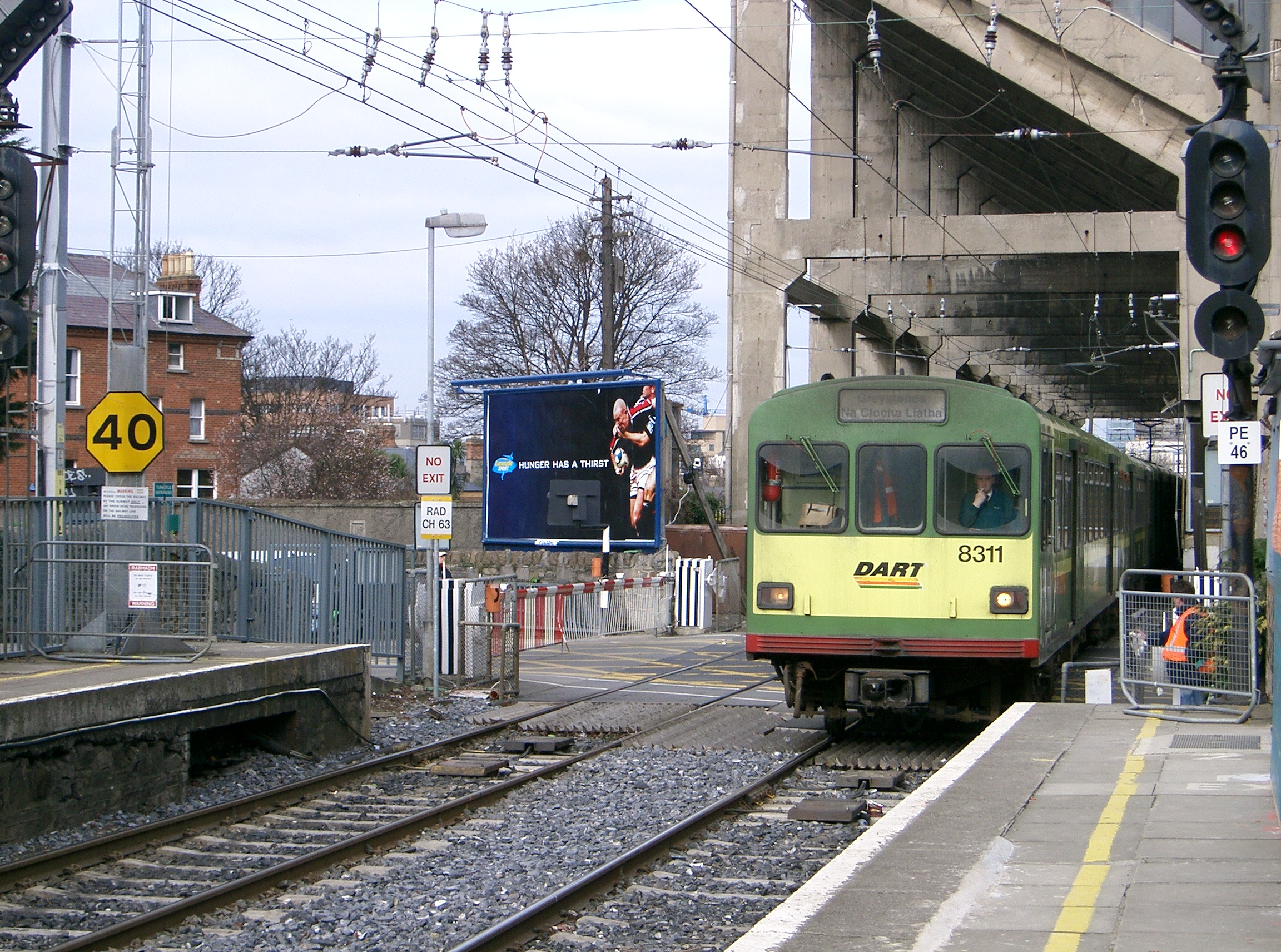
Die Gleise der DART-Vorortsbahn verliefen direkt unter der Tribüne (Foto von 2005)

Die Lansdowne Road (irisch Bóthar Lansdún) war ein Stadion in der irischen Hauptstadt Dublin. Es war im Besitz der Irish Rugby Football Union und wurde hauptsächlich für Rugby-Union-Spiele, aber auch für einzelne wichtige Fußballspiele sowie für Konzerte genutzt. Es war das älteste Rugbystadion der Welt, in dem bis zu seinem Abriss noch internationale Spiele stattfanden.
Das Stadion befand sich an der gleichnamigen Straße im südöstlichen Stadtteil Ballsbridge. In nächster Nähe befand sich die Station Lansdowne Road der Vorortsbahn Dublin Area Rapid Transit (DART). Die Gleise verliefen direkt unterhalb der Westtribüne.

## Nutzung
Lansdowne Road war das Heimstadion der irischen Rugby-Union-Nationalmannschaft und der irischen Fußballnationalmannschaft. Darüber hinaus wich die Provinzmannschaft Leinster Rugby bei Spielen mit großem Zuschauerinteresse hierher aus, wenn deren eigenes Stadion Donnybrook Rugby Ground sich als zu klein erweist. 1999 und 2003 fand hier das Endspiel des Heineken Cup statt. Von 1990 bis zu seinem Abriss 2007 fand hier auch das Endspiel des FAI Cup statt.
Zu den Musikern, die im Stadion an der Lansdowne Road aufgetreten sind, gehören unter anderem U2, R.E.M., Eagles, Oasis, Red Hot Chili Peppers und The Corrs.

## Geschichte
Die Idee zum Bau des Stadions hatte der Ingenieur Henry Wallace Doveton Dunlop, der Organisator der ersten irischen Leichtathletik-Meisterschaften war. 1871 gründete er den Irish Champion Athletic Club. Nach der ersten Veranstaltung auf dem Gelände des Trinity College verbot der Provost des College jegliche weitere Veranstaltungen. Dunlop musste sich nach einem anderen Gelände umschauen und fand ein unbebautes Stück Land an der Lansdowne Road. Er pachtete das Grundstück für die Dauer von 69 Jahren und zu einem Preis von 60 Pfund jährlich und ließ dort eine Leichtathletik-Rundbahn und einen Tennisclub errichten.
1872 gründete Dunlop den Lansdowne Football Club, der seither auf dem Gelände Rugby Union spielt und sich zu einem der erfolgreichsten Vereine aus Leinster entwickelt hat. Wenig später wurde auch der Wanderers Football Club hier heimisch. Rugby war somit bald die wichtigste an der Lansdowne Road ausgeübte Sportart und am 11. März 1878 fand hier das erste Länderspiel Irlands gegen England statt. Rund neun Jahre später übernahm die Irish Rugby Football Union (IRFU) Dunlops Pachtvertrag. 1908 ließ die IRFU die erste überdachte Tribüne errichten.
Das erste Fußball-Länderspiel fand am 17. März 1900 statt, als Irland 1:2 gegen England verlor. 1926 spielte die Mannschaft des Irischen Freistaats gegen Italien. Dies war bis zur Europapokal-Begegnung zwischen dem Waterford FC und Manchester United im September 1968 das zunächst letzte offizielle Fußballspiel an der Lansdowne Road.
Mit Beginn des Jahres 2007 wurde das Stadion geschlossen und für einen Neubau abgerissen. Vor der Schließung hatte es eine Kapazität von 49.250 Zuschauern. Allerdings konnte bei internationalen Fußballspielen die Kapazität nicht voll ausgeschöpft werden, da die Tribünen an der Nord- und an der Südseite lediglich über Stehplätze verfügten. Die Vorschriften der FIFA und der UEFA verlangen jedoch, dass Länderspiele in reinen Sitzplatzstadien ausgetragen werden müssen, während World Rugby keine solche Einschränkungen kennt.
Nach Ende der Bauarbeiten steht an der Lansdowne Road ein reines Sitzplatzstadion mit einer Kapazität von 50.000 Zuschauern. Die Arena trägt den Namen Aviva Stadium. Der Vertrag für die Namensrechte mit der britischen Versicherungsgesellschaft Aviva geht über zehn Jahre. Die Eröffnung fand im Mai 2010 statt.